# ريترو غيمر
ريترو غيمر هي مجلة بريطانية، تُنشر في جميع أنحاء العالم، وتغطي ألعاب الفيديو القديمة. كانت أول مجلة تجارية تُخصص بالكامل لهذا الموضوع. اُطلقت في يناير 2004 كمنشور ربع سنوي، وسرعان ما أصبح إصدارًا شهريًا. في عام 2005، أدى الانخفاض العام في قراء مجلات الألعاب والكمبيوتر إلى إغلاق دار النشر لايف بيبليشين، وتم شراء حقوق المجلة لاحقًا بواسطة إيماجين بيبليجين.